# Eastern Airlines
Eastern Airlines, LLC è una compagnia aerea statunitense fondata nel 2009 come Dynamic Airways e con il nome commerciale Dynamic International Airways. Aveva sede a High Point, nella Carolina del Nord ed effettuava servizi da New York al Sud America e anche da Fort Lauderdale, Chicago, Los Angeles e New York verso i Caraibi, privilegiando Cancun
A seguito di una ristrutturazione nell'aprile 2018, ottenne il permesso di utilizzare il nome della defunta Eastern Air Lines (proprietà "intellettuale" di Swift Air) e il noleggio di due aeromobili dalla di lei controllata Eastern Airlines.

## Storia

### Dynamic Airways

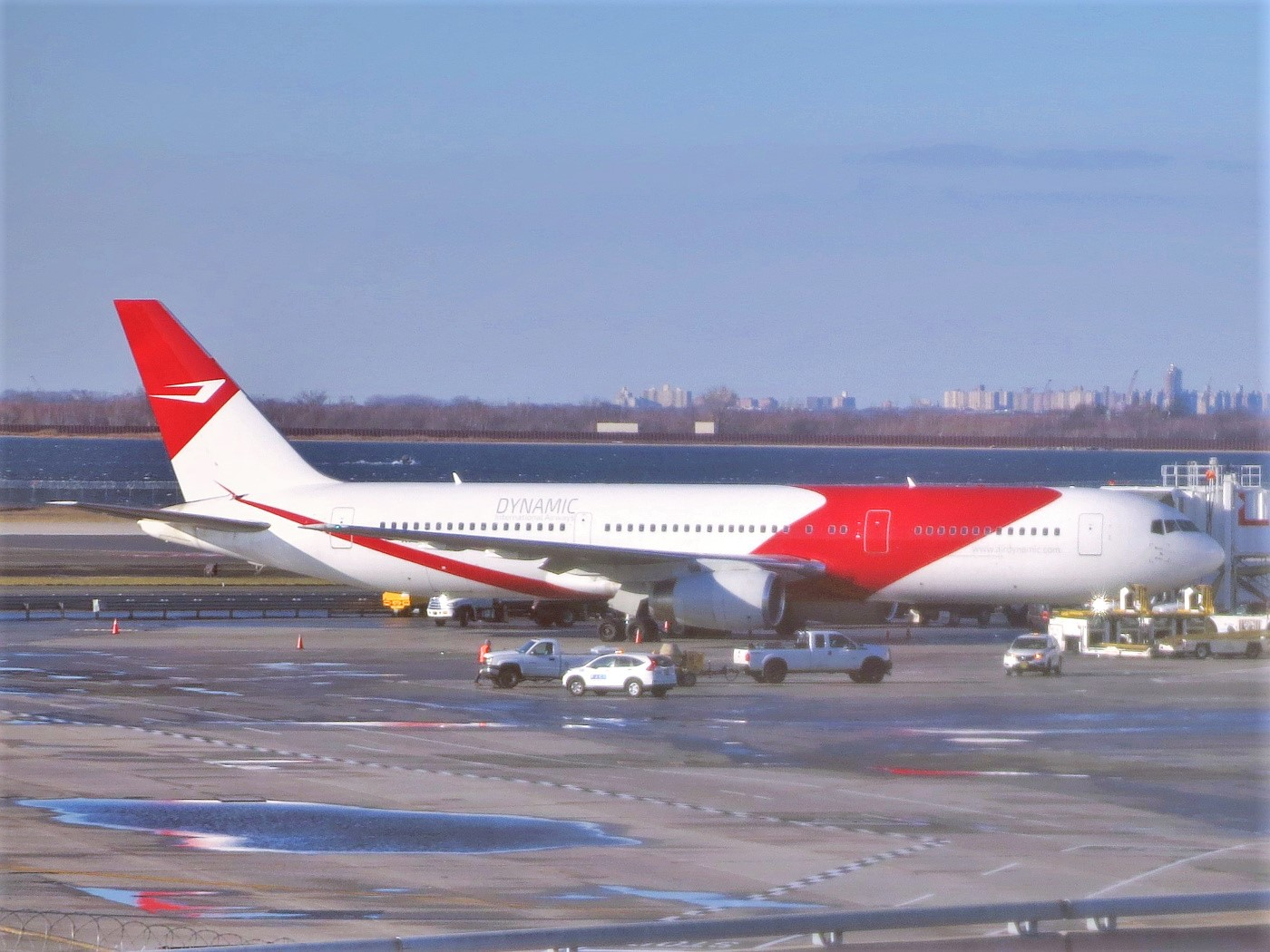
Un Boeing 767-300ER nei colori completi Dynamic Airways nel 2016.

Dynamic Airways fu fondata quale divisione di Dynamic Aviation nel 2009. Il primo velivolo fu un McDonnell Douglas MD-88 di seconda mano consegnato già un anno prima dell'inizio delle operazioni, nell'autunno 2010. Questo esemplare fu rapidamente seguito da un altro MD-88 poco prima la società iniziasse ufficialmente a volare dopo aver ricevuto il necessario certificato di operatore aereo (COA).
L'aerolinea debuttò con operazioni per conto di Direct Air ed infatti il primo MD-88 fu ridipinto in tali colori. Mentre Dynamic si avvicinava al secondo anno di attività prese in consegna il primo Boeing 767-200.
Non molto tempo dopo la società annunciava una partnership di tre anni con Hoda Air Services della Corea del Sud. L'accordo, che includeva l'utilizzo di un MD-88 con equipaggio completo, è stato il primo in Asia. Dynamic continuò ad espandersi quando il primo B.767 entrò in servizio e ne fu consegnato un secondo, il quale, a detta della proprietà, era destinato a "wet lease, voli charter e voli VIP per conto di organizzazioni private e governative".
Nel marzo 2012, Direct Air sospese le operazioni e cancellò tutti i voli; poco dopo dichiarava bancarotta. Di conseguenza, l'MD-88 rientrò nei ranghi di Dynamic. Il terzo Boeing 767 fu consegnato il 6 marzo ed entrò in linea all'inizio del 2013.
Dynamic ha gestito poi con successo un contratto di noleggio ACMI a EZjet della Guyana per la quale effettuava voli di linea dalla capitale Georgetown a New York con uno dei B.767-200. Quest'attività cessava nel giugno 2012, spingendo la società ad avventurarsi nei servizi di linea regolari, iniziando con il ripristino i proprio della rotta da New York a Georgetown nel giugno 2014, in competizione con Caribbean Airlines e Fly Jamaica Airways.
Nel maggio 2015, Dynamic aggiungeva servizi dall'aeroporto di Fort Lauderdale-Hollywood a Caracas e a Rio de Janeiro-aeroporto Galeão. Nell'anno seguente, Dynamic aggiunse nuove rotte da New York ai Caraibi e all'America Latina, iniziando con Caracas, Cancún e Punta Cana. Quindi decollava da Chicago sia per Punta Cana che per Cancun, e da Los Angeles per Cancun e San Juan.
All'improvviso, nell'agosto 2016, tutte le nuove rotte, ad eccezione della New York-Caracas, furono cancellate, così come il Fort Lauderdale-Caracas. Nel settembre 2017 venivano completamente sospesi tutti residui collegamenti regolari e la società si trincerò nella sola attività ACMI per poi cessare completamente nel mese di novembre nonostante la proprietà fosse passata in ottobre alla Swift Air, vettore charter di base a Phoenix.

### Eastern Airlines
Nel 2018, Dynamic è uscita dalla bancarotta e con i diritti detenuti da Swift Air si è ribattezzata Eastern Airlines, LLC. La redditività dell'azienda si basa sulla selezione delle rotte, essenzialmente verso località secondarie in Sud America e Cina. Eastern metteva assieme una flotta di otto Boeing 767-200/300 e li usava per servizi charter in Nord America ed Europa. Durante la forzosa messa a terra dei Boeing 737 MAX, ha operato voli charter per conto di Sunwing Airlines.
Il 1º settembre 2019 è stato inaugurato il nuovo centro di controllo delle operazioni dei sistemi a Wayne, in Pennsylvania. Sempre nel mese di settembre, Eastern ha collaborato con British Civil Aviation Authority nel più grande rimpatrio di cittadini britannici dopo il crollo di Thomas Cook Airlines, effettuando voli per riportare nel Regno Unito i vacanzieri bloccati all'estero.
Il 12 gennaio 2020, Eastern Airlines ha riattivato le operazioni regolari con un volo inaugurale da Guayaquil, in Ecuador, per New York. Nel successivo periodo (maggio-ottobre), l'aerolinea ha preso possesso di 3 Boeing 777-200ER da utilizzare su rotte a lungo raggio. Nel febbraio 2024 sono stati interrotti tutti i voli regolari schedulati e non è dato di sapere se e quando verranno riattivati.

## Destinazioni
Voli di linea verso Brasile, Ecuador, Nicaragua, Paraguay, Repubblica Dominicana, Stati Uniti d'America e Uruguay, oltre a voli stagionali verso Argentina e Bolivia. Inoltre, Eastern avrebbe dovuto inaugurare la sua prima rotta verso una destinazione europea, Sarajevo in Bosnia, nel maggio 2021; tuttavia, l'inaugurazione è rimandata a data da destinarsi.

## Flotta

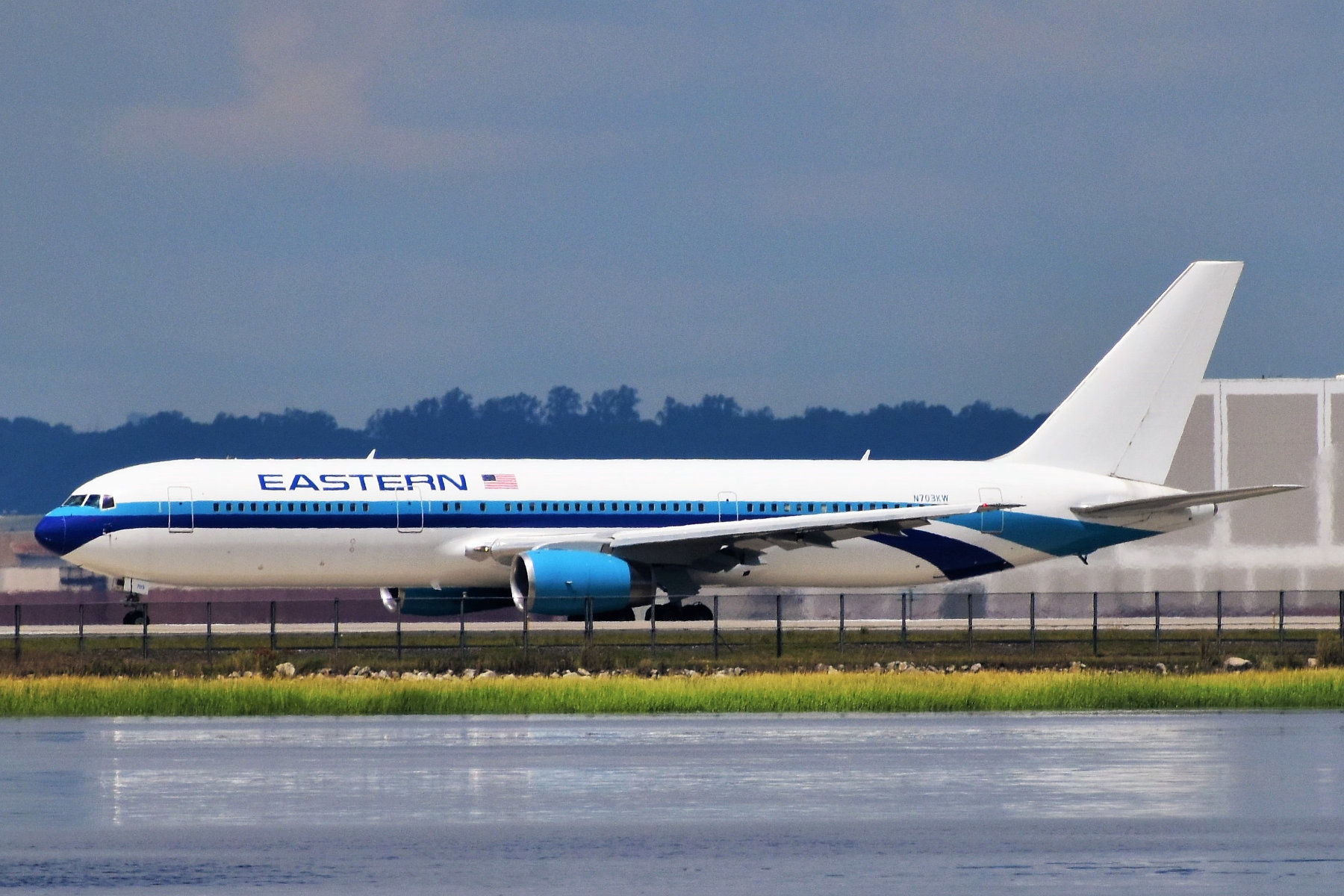
Un Boeing 767-300ER.

### Flotta attuale
A gennaio 2024 la flotta di Eastern Airlines è così composta:

### Flotta storica
Eastern Airlines, e prima Dynamic Airways, ha operato in precedenza con:
- Boeing 777-300ER
- McDonnell Douglas MD-88

## Incidenti
- Il 29 ottobre 2015, il volo Dynamic Airways 405, un Boeing 767-200ER (marche N251MY), stava rullando verso una pista dell'aeroporto di Fort Lauderdale per un volo a destinazione Caracas, in Venezuela; alla torre era segnalato che il motore numero uno era in fiamme. L'aereo è stato immediatamente fermato e sul posto sono intervenuti i vigili del fuoco. Tutti i 101 passeggeri e l'equipaggio sono stati evacuati in sicurezza anche se 17 passeggeri e 5 membri dell'equipaggio hanno riportato lievi ferite.[15]